# Mičakovce
Mičakovce es un municipio del distrito de Svidník en la región de Prešov, Eslovaquia, con una población estimada a final del año 2024 de 120 habitantes.
Se encuentra ubicado en el centro-norte de la región, cerca del río Ondava (cuenca hidrográfica del río Tisza) y de la frontera con  Polonia.

## Demografía
| Año        | 1994 | 2004   | 2014     | 2024     |
| ---------- | ---- | ------ | -------- | -------- |
| Población  | 125  | 124    | 144      | 120      |
| Diferencia |      | −0,8 % | +16,12 % | −16,66 % |

| Año        | 2023 | 2024    |
| ---------- | ---- | ------- |
| Población  | 124  | 120     |
| Diferencia |      | −3,22 % |